# 有點可愛的女子高中拷問社
《有點可愛的女子高中拷問社》（日語：ちょっとかわいいアイアンメイデン）是由小說家深見真原作、 α・アルフライラ作畫的日本四格漫畫作品，於角川書店期下月刊雜誌4コマnanoエース第2011年4月號(創刊號)開始連載，中途短暫休刊後移至同公司的Young Ace繼續連載，2016年完結。單行本全4卷。於2014年改編成真人電影版。

## 劇情大綱
故事敘述普通的女中學生武藤結月在進入貴族學校的開學第一天遇見同校學姊舟木碧生，在她的勸誘下加入其所屬學校的神祕社團拷問社之後的種種事跡。

## 登場人物

### 拷問社
武藤結月（配音：山本希望）
本作的主角。13歲，中學一年級。身高154公分，三圍76/57/79，髮型是黑髮側馬尾。
憧憬著百合，因此進入女校就讀，被認為具有拷問的才能，便被舟木碧生勸誘入社，故事開始時是個對拷問、BDSM一無所知的人。
喜歡巨乳、喜歡的作品是、草莓狂熱，搜集了大量的美少女人型。
舟木碧生（配音：伊藤靜）
本作女主角。16歲，高中一年級。身高174公分，三圍101/65/94，髮型是深紫色長直髮。
特徵是很高的身高和巨乳，感情起伏並不劇烈，天然呆。喜歡的拷問器具是猶大的搖籃。
小橋蒼空（配音：內田愛美）
結月的同學，13歲，綁雙馬尾的可愛女孩子，但是是偽娘。她與教師星野沙雪互相愛慕。是受虐狂，喜歡的拷問器具是水車。
小橋悠里（配音：壽美菜子）
蒼空的姊姊，16歲，拷問部部長，是個超級虐待狂。喜歡的拷問器具是鐵處女。
新崎莓花（配音：上坂堇）
10歲，身高130公分，三圍61/48/62，小學四年級，髮型是粉紅色短髮。
無口，喜歡悠里，喜歡的拷問器具是苦刑梨。

### 洗腦部
高田我羅著（配音：小倉唯）
洗腦部的總統(社長)，擅長瞬間催眠術。與悠里有一段不為人知的過去，但拷問部與洗腦部為何對立的原因，目前仍不明。

### 其它
星野沙雪（配音：尤加奈）
28歲，女教師，拷問部的顧問。她是原生男性的變性人。

## 出版書籍
| 卷數 | 角川書店      | 角川書店               | 台灣角川      | 台灣角川               |
| 卷數 | 發售日期      | ISBN                   | 發售日期      | ISBN                   |
| ---- | ------------- | ---------------------- | ------------- | ---------------------- |
| 1    | 2012年6月4日  | ISBN 978-4-04-120300-2 | 2014年9月25日 | ISBN 978-986-366-138-2 |
| 2    | 2013年4月28日 | ISBN 978-4-04-120685-0 | 2015年2月6日  | ISBN 978-986-366-342-3 |
| 3    | 2014年7月4日  | ISBN 978-4-04-101916-0 | 2015年7月16日 | ISBN 978-986-366-640-0 |
| 4    | 2016年4月4日  | ISBN 978-4-04-103594-8 | 2017年5月22日 | ISBN 978-986-473-693-5 |

## 廣播劇CD
- 廣播劇CD 有點可愛的女子高中拷問社
  - 2014年[7月4日發售
- 廣播劇CD 有點可愛的女子高中拷問社～Triangle Maidens～
  - 2016年4月4日發售、ASIN B01B0T1Q70

## 電影
2014年7月19日上映，分級為R15+。Blu-ray / DVD的導演加長版分級為R18+。

### 演員
- 武藤結月 - 木嶋のりこ
- 舟木碧生 - 吉住はるな
- 小橋悠里 - 間宮夕貴
- 新崎苺花 - 矢野未夏
- 本山なみ
- 持田加奈子
- 葉山麗子
- 内田春菊

### 製作團隊
- 原作 - 原作者：深見真、漫画：α・アルフライラ（KADOKAWA 角川書店刊）
- 導演、脚本 - 吉田浩太
- 音樂 - 松本章
- 主題曲 - しらほしなつみ「Waking Up」（YOSHIMOTO R and C）
- 執行製作人 - 井上伸一郎
- 製作 - 安田猛
- 企劃 - 菊池剛
- 製作人 - 大森氏勝、千綿英久、柴原祐一
- 製作統籌 - 本島章雄
- 攝影 - 関将史
- 照明 - 成毛紗恵子
- 錄音 - 島津未来介
- 美術 - 山下修侍
- 裝飾 - 西渕浩祐
- 服裝 - 宮本まさ江
- 髮妝 - 及川奈緒美
- 編輯 - 鳴海誠之
- 音響效果 - 中村佳央
- 拷問顧問 - 月花
- 演員分配 - 楠間由野
- 副導演 - 川松尚良
- 製作擔當 - 細谷光
- 製作、配給 - KADOKAWA
- 製作委員會 - 角川大映Studio
- 主要製作 - Dub

## 外部連結
- 4コマnanoA （页面存档备份，存于）（角川書店）（日語）
- 深見真的日記 （页面存档备份，存于）（原作者個人網站）（日語）
- 電影『有點可愛的女子高中拷問社』官方網站 （页面存档备份，存于）（日語）
- 映画『有點可愛的女子高中拷問社』官方推特的X（前Twitter）（日語）